# Кубок Туреччини з футболу 2002—2003
Кубок Туреччини з футболу 2002–2003 — 41-й розіграш кубкового футбольного турніру в Туреччині. Титул вшосте здобув Трабзонспор.

## Календар
| Раунд        | Дата               | Матчі | Клуби   |
| ------------ | ------------------ | ----- | ------- |
| Перший раунд | 5-6 листопада 2002 | 16    | 48 → 32 |
| 1/16 фіналу  | 3-4 грудня 2002    | 16    | 32 → 16 |
| 1/8 фіналу   | 18 грудня 2002     | 8     | 16 → 8  |
| 1/4 фіналу   | 4-5 березня 2003   | 4     | 8 → 4   |
| 1/2 фіналу   | 9 квітня 2003      | 2     | 4 → 2   |
| Фінал        | 23 квітня 2003     | 1     | 2 → 1   |

## Перший раунд
| Команда 1                  | Рахунок | Команда 2                  |
| -------------------------- | ------- | -------------------------- |
| 5 листопада 2002           |         |                            |
| Елязигспор                 | 3:0     | Сіїртспор (3)              |
| 6 листопада 2002           |         |                            |
| Анкараспор (2)             | 2:1     | Тюрк Телекомспор (3)       |
| Анталья Кепезспор (3)      | 3:0     | Антальяспор (2)            |
| Чанкири Беледієспор (3)    | 1:0     | Шекерспор (2)              |
| Чанаккале Дарданелспор (2) | 2:1     | Вестел Манісаспор (2)      |
| Ерзінджанспор (3)          | 0:3     | Ерзурумспор (2)            |
| Газіосманпашаспор (3)      | 1:0     | Даріджа Генчлербірлігі (3) |
| Хатайспор (3)              | 2:1     | Аданаспор                  |
| Ізмірспор (2)              | 1:4     | Алтай                      |
| Коньяспор (2)              | 3:1     | Айдинспор (3)              |
| Мерсін Ідманюрду (2)       | 1:2     | Газіантепспор              |
| Сакар'яспор (2)            | 1:0     | Істанбул Бююкшехір (2)     |
| Акчаабат Себатспор (2)     | 1:5     | Чайкур Різеспор (2)        |
| Сівасспор (2)              | 2:0     | Кайсеріспор (2)            |
| Шанлиурфаспор (3)          | 1:0     | Батман Петролспор (3)      |
| Їмпаш Йозгатспор (2)       | 1:0     | Кайсері Ерджіясспор (3)    |

## 1/16 фіналу
| Команда 1             | Рахунок | Команда 2                  |
| --------------------- | ------- | -------------------------- |
| 3 грудня 2002         |         |                            |
| Алтай                 | 1:2 дч  | Коджаеліспор               |
| Газіантеп (3)         | 2:4     | Трабзонспор                |
| Коньяспор (2)         | 1:0     | Фенербахче                 |
| Анкарагюджю           | 4:2     | Хатайспор (3)              |
| 4 грудня 2002         |         |                            |
| Анкараспор (2)        | 2:1     | Бурсаспор                  |
| Анталья Кепезспор (3) | 0:4     | Денізліспор                |
| Чайкур Різеспор (2)   | 2:1     | Газіантепспор              |
| Діярбакирспор         | 2:0     | Газіосманпашаспор (3)      |
| Елязигспор            | 0:2     | Бешикташ                   |
| Генчлербірлігі        | 2:1     | Ерзурумспор (2)            |
| Гезтепе               | 2:1     | Гюмюшхане Доганспор (2)    |
| Істанбулспор          | 0:1     | Сівасспор (2)              |
| Сакар'яспор (2)       | 0:3     | Малатьяспор                |
| Самсунспор            | 3:1     | Чанаккале Дарданелспор (2) |
| Шанлиурфаспор (3)     | 3:1     | Чанкири Беледієспор (3)    |
| Їмпаш Йозгатспор (2)  | 1:3     | Галатасарай                |

## 1/8 фіналу
| Команда 1           | Рахунок      | Команда 2         |
| ------------------- | ------------ | ----------------- |
| 18 грудня 2002      |              |                   |
| Галатасарай         | 1:0          | Анкарагюджю       |
| Чайкур Різеспор (2) | 1:0          | Самсунспор        |
| Діярбакирспор       | 1:2          | Анкараспор (2)    |
| Денізліспор         | 1:2          | Бешикташ          |
| Генчлербірлігі      | 6:0          | Гезтепе           |
| Трабзонспор         | 5:2          | Сівасспор (2)     |
| Малатьяспор         | 3:1          | Шанлиурфаспор (3) |
| Коньяспор (2)       | 2:2 пен. 3:4 | Коджаеліспор      |

## 1/4 фіналу
| Команда 1           | Рахунок      | Команда 2      |
| ------------------- | ------------ | -------------- |
| 4 березня 2003      |              |                |
| Галатасарай         | 1:2          | Малатьяспор    |
| 5 березня 2003      |              |                |
| Чайкур Різеспор (2) | 1:1 пен. 4:1 | Коджаеліспор   |
| Бешикташ            | 3:4 дч       | Генчлербірлігі |
| Трабзонспор         | 7:1          | Анкараспор (2) |

## 1/2 фіналу
| Команда 1           | Рахунок | Команда 2      |
| ------------------- | ------- | -------------- |
| 9 квітня 2003       |         |                |
| Малатьяспор         | 0:3     | Трабзонспор    |
| Чайкур Різеспор (2) | 1:2 дч  | Генчлербірлігі |

## Фінал
| 23 квітня 2003 |

| Генчлербірлігі | 1:3      | Трабзонспор                  |
| -------------- | -------- | ---------------------------- |
| Хассан 44'     | Протокол | Мехмет 9' Караденіз 31', 70' |

| Анталья Ататюрк Стедіум, Анталія Глядачів: 10 000 Арбітр: Мустафа Чулку |